# أبل هرناندز
ماتياس ابيل هيرنانديز لاعب كرة قدم من الأوروغواي . ولد في 8 أغسطس 1990 في باندو كالينونس بالأوروغواي.. 186 سم و70 كج فقط
قدم يسري ممتازة.. رأس الحربة الذي بدأ في باندو فريق مدينته منذ صغره وامضي به 11 عام
حتى انتقل الي بينارول ولكن بعد عدة شهور من عدم اللعب ذهب لفريق سينترال إسبانيول لكي يلعب بشكل مستمر وقد قاد الفريق بشكل مميز بخط الهجوم وأصبح أحد عوامده
حتى استعاده بينارول في 31 يوليو الماضي ليحجز مكان أساسي بالفريق الأول.. في أكتوبر 2008 قيل ان لديه مشاكل بالقلب.. لكن طبيا الآن الجميع اثبت انه بصحة جيدة جدا وان المشكلة كانت بسيطة وليست بالخطرة
المدرب لمنتخب الاورجواي سانتياجو جارسيا استدعاه لبطولة أمريكا الجنوبية تحت 20 واحرز هدفين بمرمي البرازيل ليقود الفريق للدور الثاني وصدارة مجموعته
ثم في مباراة أخرى بالمرحلة النهائية احرز هدفا ثالث برأسه في مرمي البرازيل
لقبه هو "La Joya" ذلك بسبب تسديداته القوية وادواره البدنية والتكتيكية بالملعب.
اهتمت به انديه يوفنتوس، نابولي ,اولمبيك ليون..برشلونة واتليتكو مدريد بالسابق ولكنه وقع علي الانضمام رسميا الي باليرمو بعد نهاية بطولة الليبرتادورس u-20 بكولومبيا الذي انهاها برصيد 5 اهداف له.

## روابط خارجية
- أبل هرناندز على موقع الاتحاد الدولي (مؤرشف)  (الإنجليزية)
- أبل هرناندز على موقع قاعدة بيانات كرة القدم.إي يو (الإنجليزية)
- أبل هرناندز على موقع ناشيونال فوتبول تيمز (الإنجليزية)
- أبل هرناندز على موقع Soccerbase.com (لاعب) (الإنجليزية)
- أبل هرناندز على موقع Soccerway.com (الإنجليزية)
- أبل هرناندز على موقع عالم كرة القدم.نت (الإنجليزية)
- أبل هرناندز على موقع أوليمبيديا (الإنجليزية)
- أبل هرناندز على موقع AS.com (الإسبانية)